# Delfina Molina y Vedia
Delfina Manuela Molina y Vedia (Buenos Aires 1879 - 1961) fue una química, escritora, profesora, pintora y cantante argentina. Fue la primera mujer que obtuvo el título de Doctora en Química por la Facultad de Ciencias Exactas de la Universidad de Buenos Aires y en 1917 se tituló como profesora de enseñanza secundaria en ciencias y letras.

## Biografía
Luego de graduarse, desarrolló su vocación por el arte, la filosofía y la enseñanza. Alcanzó una importante producción en el campo de las artes plásticas, la literatura y el canto lírico. Escribió varios libros y en uno de ellos, A redrotiempo, relató sus memorias dedicándole un capítulo a los años en la facultad.
Sus escritos aparecieron en diversas publicaciones de la época, como Caras y Caretas, La Nación, Plus Ultra, El hogar, Atlántida, Renacimiento, Nosotros, entre otros. También publicó los poemarios Por gracia de amor (1923) y Delfíneas (1933), el libro de memorias A redrotiempo y obras de corte más académico, como Por nuestro idioma (1935) y Cuestiones lingüísticas de América (1936).
Era sobrina de Luis A. Huergo, primer ingeniero egresado en 1870, que fue decano de la Facultad de Ciencias Exactas, Físicas y Naturales y autor de importantes proyectos de ingeniería, fundamentalmente vinculados con nuestros puertos.
Integró el Ateneo Hispano-Americano, la Sociedad Argentina de Escritores, la Federación Argentina de Mujeres Universitarias, Asociación Wagneriana. En 1935 funda la Sociedad Argentina de Estudios Lingüísticos.
Fue quien recibió en 1925 los manuscritos inconclusos de los trabajos que tenía en preparación la primera entomóloga argentina, Juana Miguela Petrocchi, según deseos de la misma. Molina y Vedia los entregó a su vez al Director del Instituto Bacteriológico, Dr. Sordelli.